# Jailson Marcelino dos Santos
Jailson Marcelino dos Santos, kurz Jailson (* 20. Juli 1981 in São José dos Campos), ist ein brasilianischer Fußballtorhüter.

## Karriere
Nach diversen Stationen kam er zu Palmeiras São Paulo, wo er durch die Verletzung von Fernando Prass in der Saison 2016 zum Stammtorhüter avancierte. In diesem Jahr gewann er mit Palmeiras die Brasileirão und wurde nach Abschluss der Saison jeweils zum Torhüter der Auswahlmannschaft beim Prêmio Craque und beim Bola de Prata gewählt.

## Erfolge
Palmeiras
- Brasilianischer Meister: 2016, 2018
- Copa do Brasil: 2015, 2020
- Copa Libertadores: 2020, 2021

## Auszeichnungen
- Bola de Prata: Auswahl des Jahres 2016
- Prêmio Craque do Brasileirão: Auswahl des Jahres 2016